# Райнгольд Клебе
Райнгольд Клебе (нім. Reinhold Klebe; 16 січня 1913, Дахау — 1992, Варнгау) — офіцер гірсько-піхотних частин вермахту і бундесверу, оберст-лейтенант. Кавалер Німецького хреста в золоті.

## Біографія
У 1934 році, після закінчення Мюнхенської гімназії Вільгельма, поступив на службу фанен-юнкером у 19-й піхотний полк. В березні 1936 року перейшов у 99-й гірсько-піхотний полк. В 1938 році перейшов лейтенантом у 98-й гірсько-піхотний полк. Під час нападу на СРСР служив у штабі генерала гірсько-піхотних військ Рудольфа Конрада. Після битви за Харків перейшов у 1-шу гірську дивізію. Колишні товариші Клебе звинувачують його в тому, що він «із честолюбства і нестримного прагнення отримати Лицарський хрест відправив багато молодих хлопців на безглузду смерть».
Як командир 3-го батальйону 98-го гірсько-піхотного полку, Клебе офіційно очолював бійню в грецькому селі Коммено, під час якої загинули 317 осіб, однак його роль у цій події досі неясна: після війни Клебе не притягувався до відповідальності.
В 1956 році став командиром гірсько-піхотного батальйону і старшим офіцером бундесверу в Міттенвальді. У той час, як учасники німецького руху Опору іноді вважались зрадниками, Клебе відкрито підтримав їхні дії. В 1964 році, під час лекції для молодих офіцерів гірсько-піхотних частин бундесверу, Клеббе сказав: «Як взірець для німецьких солдатів, нам потрібен приклад чоловіків 20 липня, щоб розпізнавати моральні критерії, за якими ми повинні жити і діяти як солдати і як люди.»
В 1969 році вийшов у відставку. Оскільки розпочалось попереднє розслідування у справі Коммено, Клеббе тимчасово переїхав у Аргентину, де працював м'ясним інспектором кельнської компанії. В 1973—1975 роках — військовий радник у Тайвані.

## Нагороди
- Залізний хрест 2-го і 1-го класу
- Німецький хрест в золоті (3 листопада 1943)